# لاک-دولاژ، کبک
لاک-دولاژ (به فرانسوی: Lac-Delage) شهرکی در منطقه شهری لا ژاک-کارتیه ناحیه کاپیتل-ناسیونال در استان کبک کانادا است. در سرشماری سال ۲۰۱۱ این شهرک ۵۰۶ نفر جمعیت داشته‌است و مساحت آن ۱٫۴۶ کیلومتر مربع است.